# IRIS-T
El míssil IRIS-T (Infra Red Imaging System Tail/Thrust Vector-Controlled) és un míssil aire-aire de curt abast i guiatge per infrarojos. És un disseny recent desenvolupat per un programa liderat per Alemanya. El seu objectiu és substituir al conegut AIM-9 Sidewinder tot millorant-ne les capacitats però mantenint la compatibilitat de les plataformes de llançament del míssil.

## Història
A principis de la dècada del 1980 els països de l'OTAN signaren un acord pel qual els Estats Units desenvoluparien un míssil aire-aire d'abast mitjà per substituir l'AIM-7 Sparrow, mentre que el Regne Unit i Alemanya desenvoluparien un míssil aire-aire de curt abast per substituir l'AIM-9 Sidewinder. El disseny americà desembocà en l'AIM-120 AMRAAM, mentre que l'europeu en l'AIM-132 ASRAAM.
Després de la reunificació alemanya l'any 1990 la força aèria alemanya tingué accés a un ampli estoc de míssil aire-aire soviètics Vímpel R-73 (denominació OTAN AA-11 Archer) i descobriren que tenia una maniobrabilitat i cercadors notablement millors que els equivalents occidentals. Això portà a Alemanya a abandonar el projecte ASRAAM i iniciar el desenvolupament d'un nou míssil amb toveres orientables per aconseguir una alta maniobrabilitat. Aquest és el projecte que donà com a resultat l'IRIS-T.
El desenvolupament del míssil s'inicià el 1998 amb un consorci de 8 països europeus: Alemanya, Grècia, Noruega, Itàlia, Espanya i Suècia. El projecte s'encarregà a l'empresa alemanya Diehl BGT Defence amb la participació de múltiples proveïdors d'aquests països. La primera prova de llançament en vol d'un míssil es va realitzar el 2002 i a finals de 2004 en comença la producció.
Després de tot el procés de desenvolupament i proves operatives la Luftwaffe va rebre els primers míssils el 5 de desembre de 2005.

## Rendiment de combat
Gran resistència a les contramesures electròniques (ECM), alta discriminació d'objectius i supressió de bengales, extrema maniobrabilitat(60 g, 60°/s) i de 5 a 8 vegades més abast màxim que un AIM-9L Sidewinder. Fins i tot objectius situats darrere de l'avió llançador poden ser destruïts per l'IRIS-T.

## Socis de desenvolupament
L'any 1995 Alemanya va anunciar el programa de desenvolupament i producció de l'IRIS-T. Si uniren diversos països amb les participacions indicades a la llista següent. El 2003 Espanya s'associà com a soci comprador. El repartiment de la producció serà: 
- Alemanya 46%
- Itàlia 19%
- Suècia 18%
- Grècia 13%
- 4% dividit entre Canadà i Noruega.

## Variants

### IDAS
L'IDAS és una versió navalitzada del míssil, que pot ser disparada des d'un submarí gràcies a la càpsula i sistema de llançament específic. Està dissenyada per a destruir amenaces aèries (com a avions o helicòpters), vaixells de superfície o fins i tot objectius terrestres propers a la costa. S'està desenvolupant específicament pels nous submarins de combat Tipus 212 de la Marina Alemanya.

### IRIS-T SL
L'IRIS-T SL és una versió antiaèria disparada des de plataformes de llançament terrestres (és míssil terra-aire) i guiada per radar.

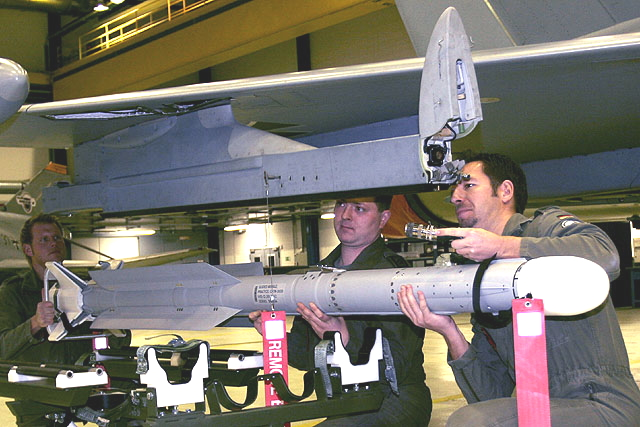
Carregant un IRIS-T a un Eurofighter Typhoon
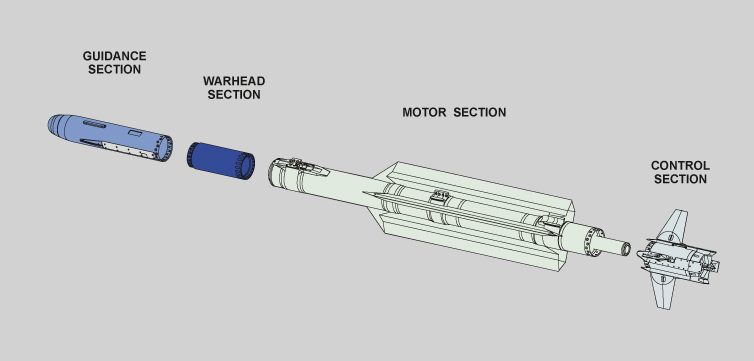
Components del míssil
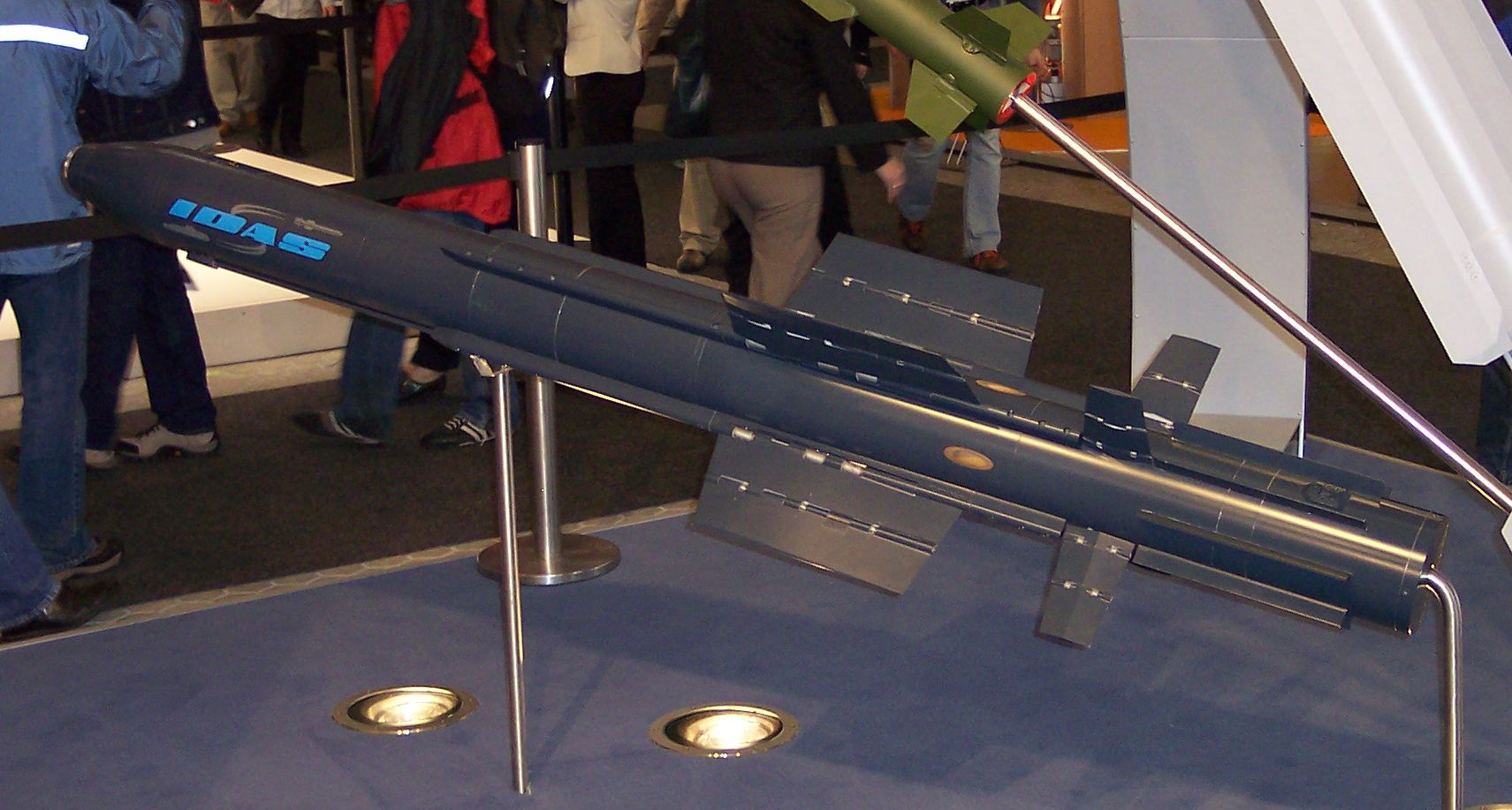
Maqueta de la variant IDAS
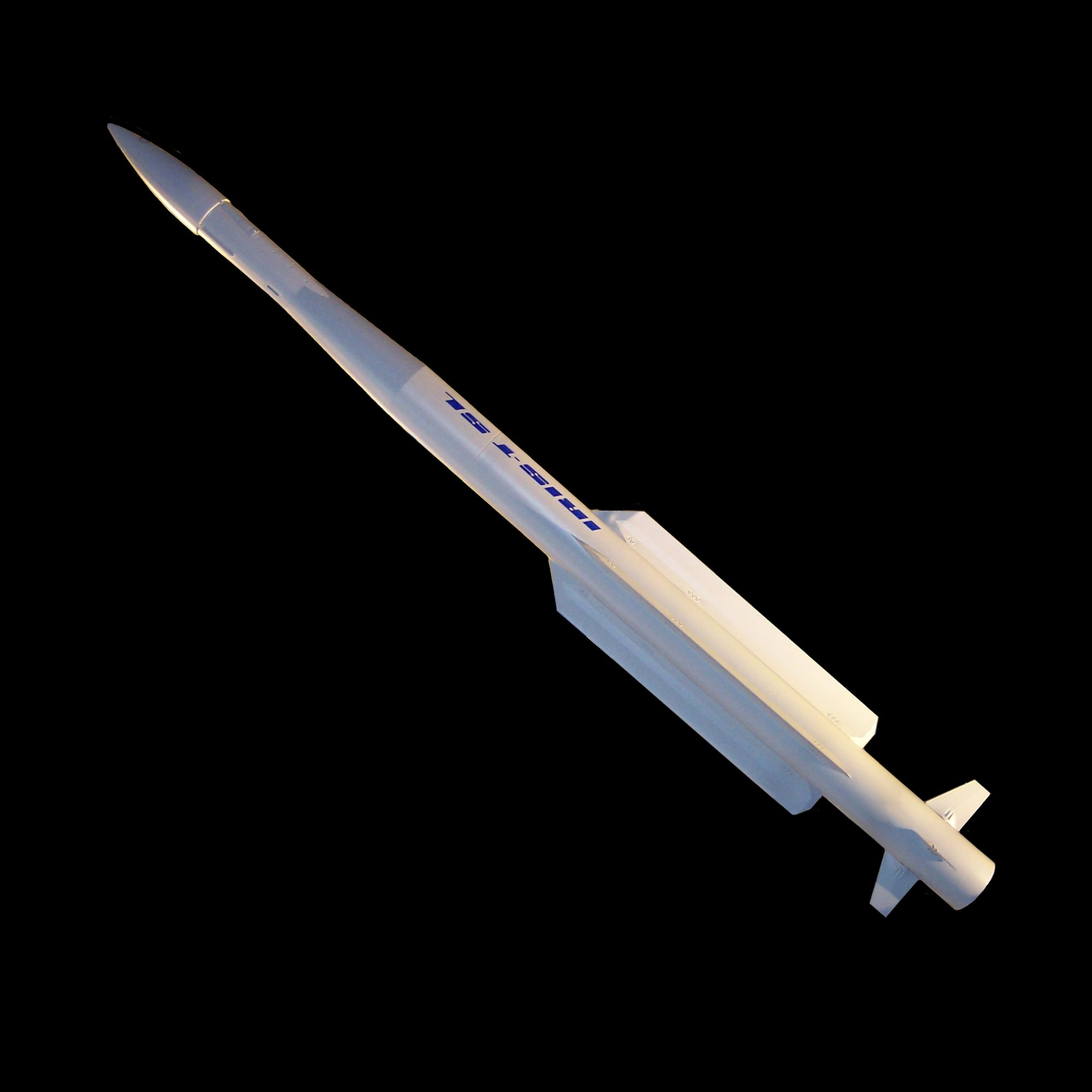
Míssil IRIS-T SL

## Usuaris
Alemanya1.250
 Espanya770, amb un pressupost original de 247 milions de € i un final de 291 milions.
 Grècia350
 Àustria25
 Suècia400
 Noruega150
 Itàlia450
 Bèlgica500
 Països Baixos500
 Aràbia Saudita1.400
 Sud-àfrica10 (únics entregats d'una ordre de compra original de 30)
 TailàndiaEn entrega, 220 encarregats